# کامپییو د آرناس
کامپییو دِ آرِناس (به اسپانیایی: Campillo de Arenas) یکی از دهستان‌های استان خائن در کشور اسپانیا است. این شهر با مساحت ۱۳۸٬۶۱ کیلومتر مربع، ۵۲۶۰ تن جمعیت دارد.